# Боденец
Бо̀денец е село в Северозападна България. То се намира в община Мездра, област Враца.

## География
Село Боденец се намира на около 12 km югоизточно от областния център Враца и около 2 km северозападно от Мездра. Разположено е в Мездренската хълмиста област, край западния бряг на река Върбешка бара (срещана и като Боденска бара), предимно по южния долинен склон на малкия ѝ местен приток „Боденски дол“. Надморската височина в центъра на селото при църквата „Свети великомъченик Димитрий Чудотворец“ е около 277 m, в южния край на селото нараства до около 290 m, намалява на север към Боденски дол, нататък отново нараства, а при вливането във Върбешка бара е около 235 m.
Общински път от Мездра – северно отклонение там от третокласния републикански път III-103, минава през Боденец и продължава на север към село Върбешница.
Землището на село Боденец граничи със землищата на: село Върбешница на север; село Долна Кремена на изток; град Мездра на юг; село Моравица на югозапад; село Руска Бела на запад; село Крапец на северозапад.
Населението на село Боденец, наброявало 774 души при преброяването към 1934 г. и 827 – към 1956 г., след колебания в числеността намалява до 720 – към 2001 г. и 490 (по текущата демографска статистика за населението) – към 2020 г.
При преброяването на населението към 1 февруари 2011 г., от обща численост 570 лица, за 554 лица е посочена принадлежност към „българска“ етническа група, за принадлежност към „турска“, ромска и други не са посочени данни, за 3 – не се самоопределят и за 9 не е даден отговор.

## История
Село Боденец е старо селище – то съществува още отпреди 12 век. За това свидетелстват разкопките в „Старото селище“ – намерени са сечива, съдове и керамика. Преди основаването на селото в него са живеели траките. За това свидетелстват „Горната могила“ и „Долната могила“ – погребални могили на знатните тракийци.
Първото селище на с. Боденец се нарича „Старото селище“. Открити са основи от битови постройки, керамика, сечива и съдове. След чумна епидемия, селото е обезлюдено. Оцелелите жители на селото намират убежище в „Нинова млака“ при „Седемте извора“.
В землището на „Нинова млака“ турците завладяват селото. Въпреки това обаче, турското влияние в селото е било съвсем слабо. Единствените жители от турски произход са били един спахия, един юзбашия и Юмер ага, който е имал чифлик.
От 17 век започват да идват преселници. Повечето от тях не създавали проблем за населението.
По-късно обаче, през 1865 г., до землището възниква черкезко селище на преселници от Кавказ, Русия. Те подлагат на непрекъснат грабеж имота и добитъка на жителите на селото. По тази причина, в селото е издигната „Черкеската могила“, на която били поставяни съгледвачи, които предварително съобщавали на населението за предстоящите черкезки набези.
Селото бива опожарено от турците и кърджалиите заради злато, открито от боденчани в местността „Стърчи крак“. Оцелелите родове намират убежище в „Рупите“, „Дърта кория“.
Руската армия за пръв път идва в с. Боденец на другия ден след освобождението на гр. Враца. На 9 ноември 1877 г. отрядът на полковник Лихтански освобождава Боденец.

## Население
Преброяване на населението през 2011 г.
Численост и дял на етническите групи според преброяването на населението през 2011 г.:
|                     | Численост | Дял (в %) |
| Общо                | 570       | 100,00    |
| Българи             | 554       | 97,19     |
| Турци               | 0         | 0,00      |
| Цигани              | 0         | 0,00      |
| Други               | 0         | 0,00      |
| Не се самоопределят | 3         | 0,52      |
| Неотговорили        | 9         | 1,57      |

## Културни забележителности
- През 2012 г. в Боденец отваря врати православният храм „Св. вмчк Димитрий Чудотворец" – първият в историята на селището. Строен е цели 9 години от доброволци, а дареният в центъра на селото имот е предоставен от Община Мездра. Финансите за отварянето му също са предоставени безвъзмездно. Освещението е извършено от епископ Киприян, заедно с Н. В. Пр. Врачанския митрополит Калиник. Строителството е по инициатива на Инициативния комитет, чийто председател е кмета на селото Емил Иванчев. Проектант е арх. Петър Червеняшки, а конструктор – инж. Веселин Живков. Това е един от общо шестте православни храма, изградени през последните две десетилетия в Мездренска енория. Други храмове включват тези в Крапец (1996), Брусен и Руска Бела (2002), Игнатица (2007) и Върбешница (2009 г.). С храма, действащите църкви в общината стават 21.
- Всеки Никулден в селото се провежда голяма изложба на предястия и основни ястия, а освен това се раздават награди.
- Макар да не е културна забележителност, доброволци преобразяват старата спирка в село Боденец и засаждат в близост лавандула.

## Известни личности
- Георги Тодоров (1928 – 2001) – учител по български език и литература, дългогодишен представител на литературна група, както и на Краеведското дружество при градското читалище, а освен това е и главен експерт в отдел „Култура“ на община Мездра. Автор е на сборника с разкази „Млади залци“ (1996), „Книга за село Боденец и боденчани“ (2000), както и (посмъртно) книгата с разкази и новели „Сезони на кукувицата“ (2003). На негово име в община Мездра се провежда литературен конкурс.